# Portret ecvestru

Bonaparte traversând Marele Saint Bernard

Un portret ecvestru este o operă plastică care reprezintă o persoană călare. Acest tip de portret a fost destinat, în principal, reprezentării suveranității și a omului puternic. A apărut la începutul Renașterii și își are originile în statuile ecvestre.